# Lupkovský průsmyk
Lupkovský průsmyk (640 m n. m., slovensky Lupkovský priesmyk, polsky Przełęcz Łupkowska) je průsmyk v severním hřebenu Laborecké vrchoviny, mezi vrchem Szczolb (763,8 m n. m.) a kótou 696,0 m n. m., na slovensko-polské státní hranici. Poláci považují tento průsmyk za předěl mezi východními a západními Karpaty, jakož i za předěl mezi Nízkými Beskydy a Bukovskými vrchy. Podrobnější informace o dělení jsou uvedeny u odkazovaných hesel daných horstev.
Přímo na západním úpatí pramení říčka Vydranka, levostranná zdrojnice řeky Laborec. Pod průsmykem na slovenské straně vyvěrá minerální pramen a několik dalších studánek.
Průsmyk je křižovatkou turistických cest: červená stezka je součástí mezinárodní trasy E8, která vede od Laboreckého průsmyku dále na Vysoký grúň (904,6 m n. m.) a zeleně značená turistická stezka vede z obce Palota. Na křižovatce se nachází nouzová útulna.
Železniční trať číslo 191 (číslo 107 v polském systému) z Medzilaborců do polského města Sanok překonává průsmyk Lupkovským tunelem. Průsmyk leží mezi obcemi Palota a Nowy Łupków. Nejblíže průsmyku však byla dříve lemkovská obec Stary Łupków, která byla zničena v druhé světové válce a obyvatelstvo posléze odešlo, případně bylo vysídleno nebo zabito, nebo jim nebyl umožněn návrat v průběhu operace Visla. Z původní obce poté zůstala jen budova železniční stanice z roku 1872 a zbytky hřbitova a řeckokatolického kostela směrem asi 500 metrů od nádraží na jihovýchod.
Dalšími nejbližšími průsmyky jsou Ruské sedlo na východě a Laborecký průsmyk směrem na západ.

## Historie

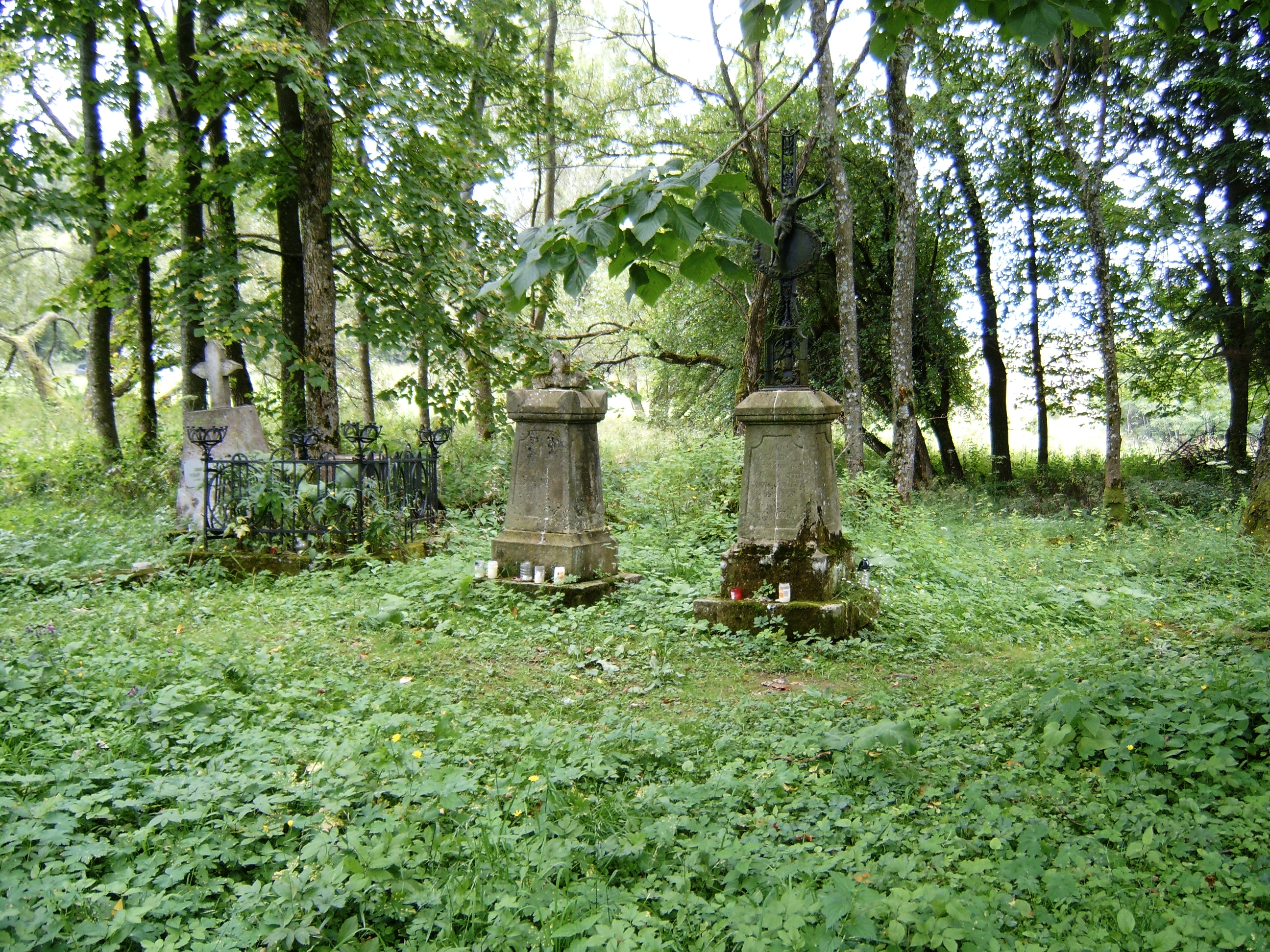
Hřbitov zaniklé obce Stary Łupków

První zmínka o Lupkovském průsmyku je známa z roku 1231 kdy byl nazýván „Uherskou branou“, přičemž na dnešní slovenské straně byl nazýván „Ruskou branou“. Jednalo se o tradiční spojnici mezi Polskem a Podunajím.
Roku 1619 tudy přešlo okolo 10 000 polských žoldnéřů Lisovčíků, aby se střetli s vojsky Sedmihradského knížectví v bitvě u Humenného. V průběhu Krakovského povstání roku 1846 zde polští i místní povstalci pod velením Jerzyho Bułharyna provedli několik výpadů směrem k Sanoku a následně se stáhli zpět do Uher.
Z důvodů zásobování rakousko-uherské vojenské pevnosti v Přemyšlu byla průsmykem v roce 1874 vybudována železnice, která spojovala tehdejší Uhersko a Halič. Pod sedlem byl postaven tunel o délce 416 metrů. Do provozu tunel pod sedlem uveden 30. května 1874. V roce 1896 byla trať zdvoukolejněna.

### První světová válka

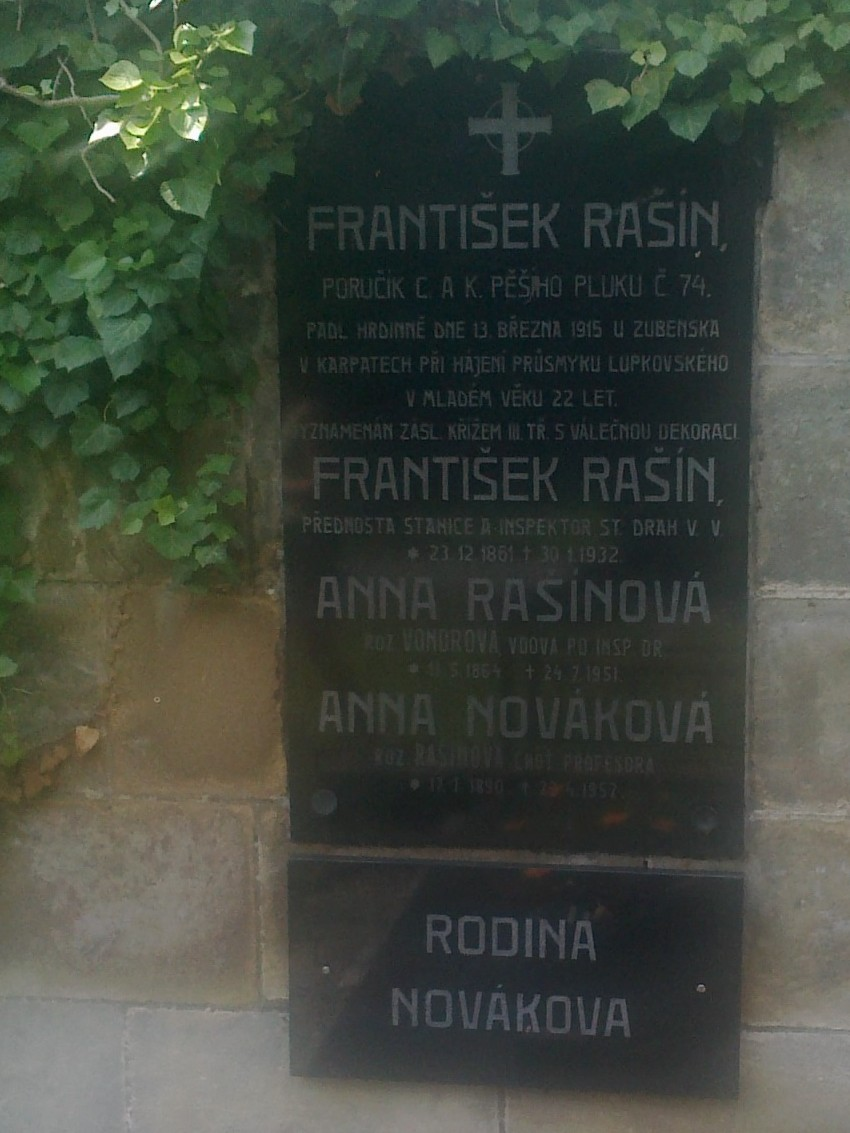
Náhrobek poručíka padlého v roce 1915 v Lupkovském průsmyku (Chrudim)

O tento strategický objekt bojující strany vedly v průběhu první světové války tvrdé boje. V roce 1914 byl tunel zavalen Rakousko-uherským vojskem. V roce 1915 byl tunel vyhozen do vzduchu ustupující ruskou armádou. Průsmyk byl místem častých ofenzív zejména v období od podzimu 1914 do léta 1915. Z této doby lze nalézt i neudržovaný pomník „Hrdinům z Lupkovského průsmyku“ z roku 1915 který stojí za nádražní budovou v Starém Łupkówě. V roce 1920 byla v souvislosti s Trianonskou smlouvou demontována druhá kolej trati.

### Druhá světová válka
V průběhu zářijové kampaně byl tunel 1. září 1939 zničen polskou armádou za účelem zadržení postupu armády Slovenského štátu. Již 6. září 1939 ale držela slovenská armáda průsmyk na obou stranách. Průsmyk německá armáda překročila až 12. září 1939. V roce 1943 byl obnoven provoz a tunel byl využíván pro zásobováni německých vojsk na východní frontě. V roce 1944 byl německou armádou při ústupu tunel opět vyhozen do vzduchu.
Rudá armáda překročila průsmyk 18. října 1944 v průběhu karpatsko-dukelské operace. Z důvodu dalšího zásobení jednotek na frontě byla následně sedlem položena širokorozchodná trať. Trať překonávala průsmyk na povrchu protože tunel byl zničen. Na dnešní slovenské straně byla vybudována úvraťová stanice „Vítězství“ (Pobeda) a trať byla pro velký sklon i válečné potíže spojené s dopravou nazývána Čertovou smyčkou nebo Ďábelskou dráhou. K této pověsti přispěly i četná tragická železniční neštěstí. Touto tratí se z Moskvy do již částečně osvobozeného Československa vrátil dne 3. dubna 1945 speciálním vlakem prezident Edvard Beneš do vlasti, aby následně ohlásil Košický vládní program. Plaketu na tunelu upomínající návrat Edvarda Beneše do vlasti dal údajně v roce 1993 odstranit Vladimír Mečiar.

### Po druhé světové válce
Po válce byl tunel odminován a obnoven. Celá trať až do Humenného byla předělána na standardní rozchod kolejí 1435 mm. Tunel byl slavnostně znovuotevřen 7. listopadu 1946 a na oslavu byl vypraven zvláštní vlak s místní honorací. Otevření byl přítomen i tehdejší ministr dopravy ČSR Dr. Ivan Pietor. Na polské straně tou dobou docházelo k opakovaným střetům polských pohraničníků s UPA. Polští pohraničníci i obyvatelé ustoupili na Slovensko ze Stareho Łupkówa po útoku UPA 25. března 1946 z důvodu nemožnosti další obrany oblasti. Až později v šedesátých letech se rozrostl blízký Nowy Łupków a to zejména stavbou JZD a věznice ve které byli později internováni disidenti a aktivisté Solidarity. Zdroje se značně rozcházejí o tom ke kterému datu byl uzavřen osobní provoz v tunelu. Objevují se roky 1952, 1965, nebo dokonce až 1977. Pro nákladní dopravu byl tunel znovu otevřen 13. června 1974. Nákladní přeprava byla provozována do 8. listopadu 1988, a to převážně za účelem přepravy uhlí a koksu z Polska do Rumunska a Bulharska.

### Po roce 1989
Trať přes průsmyk byla renovována v letech 1995 a 1996. Náklady na obnovu na slovenské straně si vyžádaly asi 100 miliónů slovenských korun. Nákladní provoz byl posléze obnoven 3. března 1996 a 27. června 1999 byla obnovena osobní přeprava. I přes původní ambiciózní plány na provoz mezinárodních rychlíků na relacích například Humenné–Zagórz nebo Tokaj–Krosno  byla trať postupně utlumována. V roce 2009 se zastavila nákladní doprava a od 1. května 2011 i osobní. Od roku 2017 je opět železniční osobní provoz veden přes tento průsmyk, ale pouze o víkendech letní sezóny. Nákladní provoz je tudy veden především v případě výluk železničního hraničního přechodu Muszyna – Plaveč.

## Lupkovský průsmyk v kultuře
- Osudy dobrého vojáka Švejka za světové války – v kapitole Z Hatvanu na hranice Haliče. Cestou na frontu se v Lupkovském průsmyku zastavil Josef Švejk s marškompanií, aby poobědvali. Ostatně tímto průsmykem se za války přesunul i autor této knihy Jaroslav Hašek.[16] Průsmykem tak dnes prochází Švejkova stezka[6][17] a odkazuje se na ni turistická ubytovna Szwejkowo[18].
- Lupkovský průsmyk je hratelnou lokací v počítačové hře s tematikou první světové války, konkrétně v druhém datadisku Battlefield 1: In The Name Of The Tsar.

## Reference

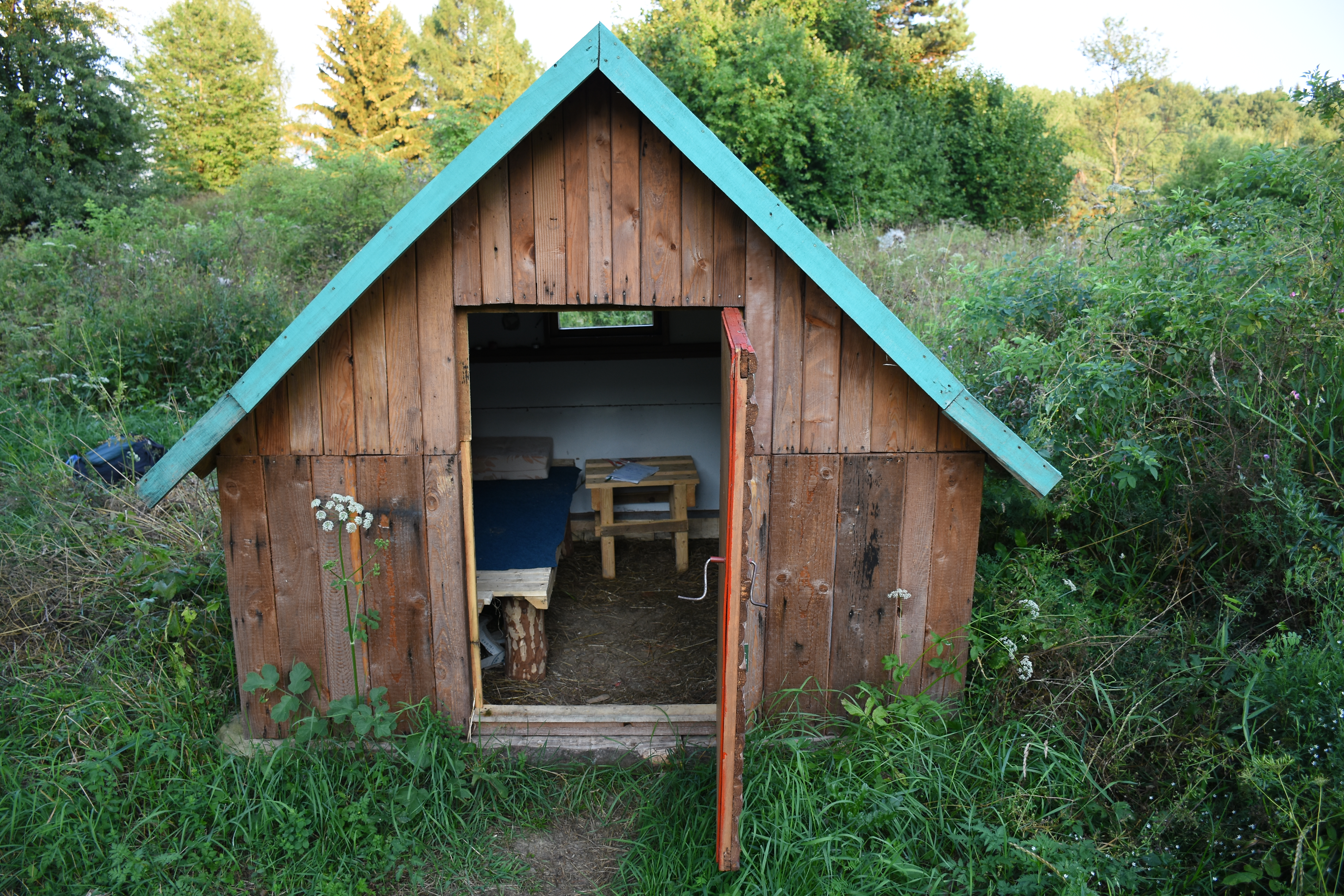
Turistická nouzová útulna „Vlčí bouda“ na křižovatce turistických cest v Lupkovském průsmyku